# Giovanni Domenico Ferretti

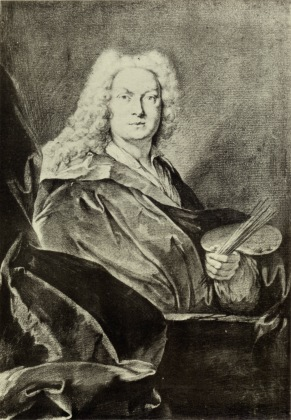
Giovanni Domenico Ferretti

Giovanni Domenico Ferretti (n. 15 iunie 1692, Florența, Marele Ducat de Toscana – d. 18 august 1768, Florența, Marele Ducat de Toscana) a fost pictor italian. El este considerat printre cei mai importanți pictori de fresce a curentului rococo din Toscana.

## Date biografice
Ferretti provine regiunea Emilia-Romagna din nordul Italiei. El a învățat să picteze de la Francesco Chiusuri din Imola. Cea mai importantă lucrare a sa a fost pictarea domului din Imola. Această cinste o poate mulțumi episcopului Ulisse Gozzadini, din Bologna. Ferretti a mai pictat numeroase fresce în biserici mai mici și capele private din Italia. O lucrare mai importantă a lui este pictarea mănăstirii Badia Fiorentina, sau pictarea unor biserici din Pistoia, Siena și Pescia. Printre picturile pe tavan se poate aminti fresca din biserica Santa Maria del Carmine din Florența, la care a lucrat, timp de 3 ani până la moarte.